# Alberto Hurtado Abadía
Alberto Hurtado Abadía (Lima, Perú, 29 de agosto de 1901-Lima, 1 de noviembre de 1983), fue un médico peruano especializado en el estudio del mal de altura.

## Biografía
Nació en 1901, hijo de Agustín Hurtado y Juana Abadía.
Doctor en Medicina por la Universidad Nacional Mayor de San Marcos y por la Universidad de Harvard.
Fue docente principal y Decano de la Facultad de Medicina "San Fernando" de la Universidad Nacional Mayor de San Marcos, Rector de la Universidad Peruana Cayetano Heredia y ministro de Salud del Perú en 1947 y 1948. 
En 1972 recibió el premio "Bernardo Houssay" por parte de la Organización de los Estados Americanos (OEA).
En 1981 recibió las Palmas Magisteriales en el grado de "Gran Amauta" por parte del Ministerio de Educación del Perú.

## Distinciones
El doctor Alberto Hurtado recibió a lo largo de su vida las siguientes distinciones:
- Fellow de la Fundación Rockefeller, 1931-1934.
- Durante tres años estuvo a cargo del Laboratorio de Respiración y Circulación, Instructor en Medicina y Médico Asistente del Strong Memorial Hospital, Universidad de Rochester, Estados Unidos.
- Médico Jefe, Servicio de Medicina, Hospital Arzobispo Loayza, Lima 1940 - 1960.
- Catedrático de Patología General, Jefe del Laboratorio de Investigación de Fisiopatología. Facultad de Medicina, Universidad Nacional Mayor de San Marcos, 1934 - 1956.
- Académico de Número, Academia Nacional de Medicina, Lima, 1937.
- Ministro de Salud Pública, 1947 - 1948.
- Decano Facultad de Medicina, Universidad Nacional Mayor de San Marcos, 1956-61.
- Miembro de Número de la Sociedad Química del Perú, 1950.
- Premio Nacional de Cultura, Área de Ciencias Médicas, 1957.
- Fundador de la Universidad Peruana Cayetano Heredia, 1961.
- Primer Decano de la Facultad de Medicina, Universidad Peruana Cayetano Heredia, 1961 - 1967.
- Rector de la Universidad Peruana Cayetano Heredia, 1967 - 1970.
- Profesor Emérito de la Universidad Peruana Cayetano Heredia, 1971.
- Premio "Bernardo Houssay", conferido por la Organización de Estados Americanos (OEA.), por unanimidad. Washington, Estados Unidos, 1972.
- Condecoración con el Grado de Amauta. Ministerio de Educación, Lima, Perú, 1981

## Cargos
| Predecesor: Julio Ernesto Portugal | Ministro de Salud del Perú 12 de enero de 1947 - 30 de octubre de 1947 | Sucesor: Manuel R. Nieto      |
| Predecesor: Arturo Jiménez Pacheco | Ministro de Salud del Perú 18 de junio de 1948 - 27 de octubre de 1948 | Sucesor: Alberto López Flores |
| Predecesor: Honorio Delgado        | Rector de la Universidad Peruana Cayetano Heredia 1967 - 1969          | Sucesor: Carlos Monge Medrano |